# 富田星宮神社
富田星宮神社（とみたほしのみやじんじゃ）は栃木県栃木市大平町富田1193-1にある神社。正式名は単に「星宮神社」であるが、栃木県内には複数の星宮神社があるため地名を冠して呼ばれることが多い。なお、二の鳥居の額には「星の宮神社」とある。

## 祭神
磐裂命・根裂命

## 歴史
寛永18（1641）年の神社調書が史料上の初出。創建はそれ以前とされる。

## 境内
二の鳥居・庚申塔・青面金剛
- 一の鳥居
- 二の鳥居
- 庚申塔（二柱）
- 青面金剛（二柱）
- 随神門
- 本殿